# Encheliophis vermiops
Encheliophis vermiops är en fiskart som beskrevs av Markle och Olney, 1990. Encheliophis vermiops ingår i släktet Encheliophis och familjen nålfiskar. Inga underarter finns listade i Catalogue of Life.